# Saint-Germain-en-Coglès
Saint-Germain-en-Coglès (tiếng Breton: Sant-Jermen-Gougleiz) là một xã của tỉnh Ille-et-Vilaine, thuộc vùng Bretagne, miền tây bắc nước Pháp.

## Dân số
Người dân ở Saint-Germain-en-Coglès được gọi là Germanais.
| Năm | 1962 | 1968 | 1975 | 1982 | 1990 | 1999 |
| --- | ---- | ---- | ---- | ---- | ---- | ---- |
| Dân số | 1802 | 1911 | 1815 | 1781 | 1794 | 1773 |
| From the year 1962 on: No double counting—residents of multiple communes (e.g. students and military personnel) are counted only once. |      |      |      |      |      |      |